# Jorge Pereira da Silva
Jorge Pereira da Silva (Oscar Bressane, 1985. december 4. –) brazil labdarúgó.

## Pályafutása
Brazíliában kezdte pályafutását, majd Japánba igazolt, ahol több csapatba is játszott.Négy év Japán futball után hazájába igazolt, 2009-ben pedig Libanonba szerződött.
2011-ben a máltai Qormi F.C. csapatába került, ahol 29 mérkőzésen 19 gólt szerzett.
2012-ben két évre szerződtette a Kecskemét.

## Külső hivatkozások
- Adatlapja a kecskemetite.hu oldalon
- Adatlapja a transfermarkt.co.uk honlapján